# Lichtenlijn (navigatie)

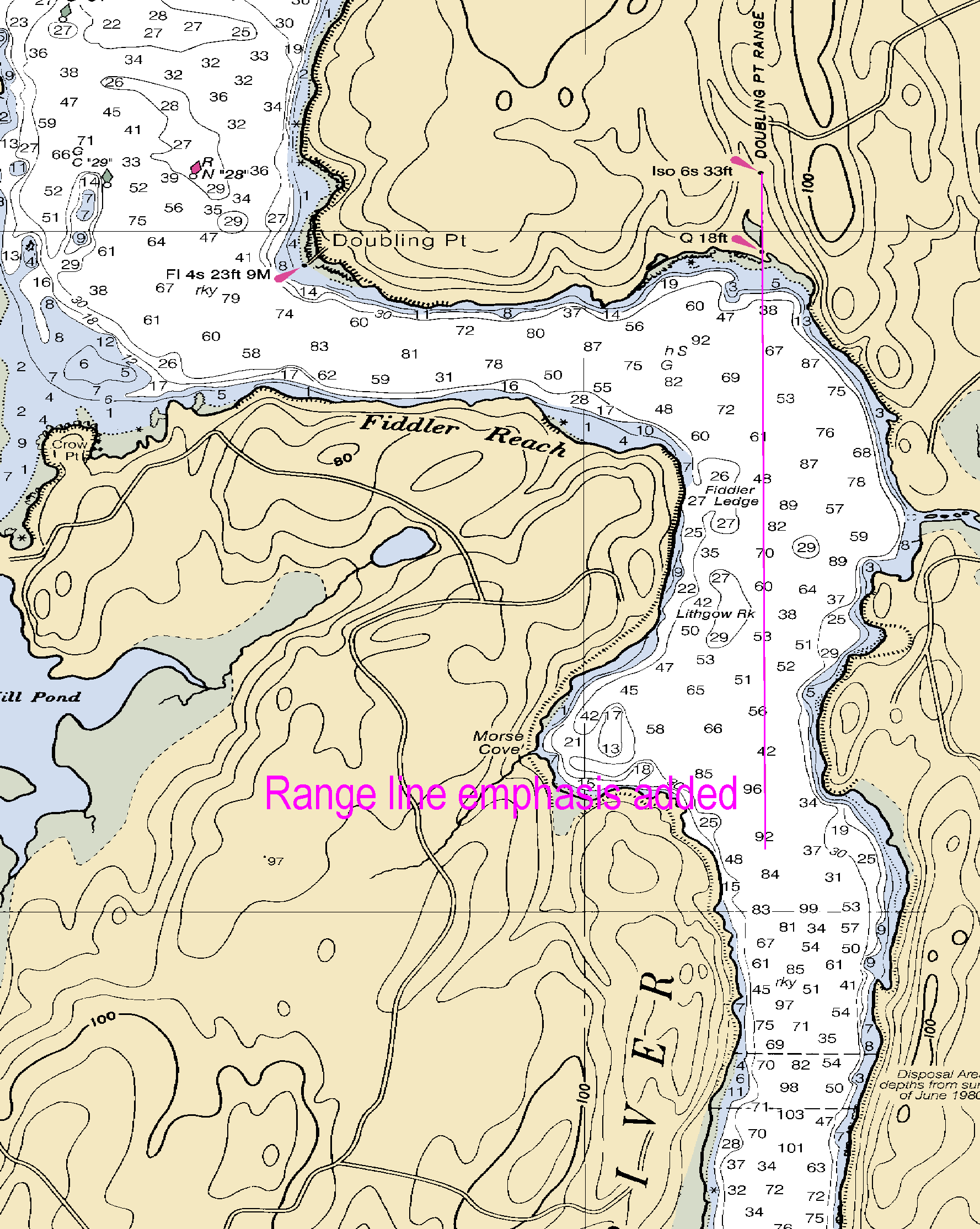
Een lichtenlijn extra gemarkeerd vanuit de twee lichtopstanden op de oever van het vaarwater. Locatie: de Kennebec-rivier in de Amerikaanse staat Maine.

Een lichtenlijn bestaat uit twee bakens die ter navigatie van de scheepvaart gebruikt worden om aan te geven waar vaartuigen een veilige doorgang hebben bij ondiep of gevaarlijk vaarwater en ook gebruikt kunnen worden voor plaatsbepaling. De bakens bestaan vrijwel altijd uit twee opvallende objecten met daarop lichten die op een verschillende hoogte en afstand van elkaar worden geplaatst. Lichtenlijnen zijn zeer geschikt om door middel van een peiling de miswijzing van het magnetische kompas en de totale fout en daarmee totale correctie van het gyrokompas te bepalen.
Twee lichten worden zodanig geplaatst dat het lage licht zich voor het hoge licht bevindt. Wanneer deze lichten vanaf een schip gezien recht onder elkaar staan, bevindt het vaartuig zich in veilig vaarwater. Wanneer de twee lichten niet recht boven elkaar uitgelijnd zijn, kan het schip buiten het veilige gebied komen, en moet het een koerscorrectie maken in de richting van het lage licht.
Overdag kunnen de lichten mogelijk slecht worden gezien en daarom worden de vuurtorens en lichtopstanden die de lichtenlijn vormen meestal in een duidelijke kleur geschilderd om goed op te vallen. Wanneer de twee vuurtorens of lichtopstanden recht achter elkaar gezien worden, vaart het schip de goede koers. Ook kunnen er andere secundaire visuele hulpmiddelen worden gebruikt, zoals grote rode vlaggen met zwarte dikke verticale banen erop. Wanneer de verschillende verticale banen van beide vlaggen recht boven elkaar uitgelijnd zijn, weet de navigator op het vaartuig dat hij de juiste koers volgt.
Lichtenlijnen worden toegepast bij het naderen van havens vanuit zee of bij ondiep of gevaarlijk vaarwater. Bepaalde grote rivieren, zoals de Elbe in Duitsland, hebben een serie van lichtenlijnen. Elke keer als het noodzakelijk is om een bocht te maken, moet de navigator de koers bepalen op basis van de volgende lichtenlijn in de serie. Op deze manier worden vaartuigen van Hamburg naar de zee begeleid met behulp van opeenvolgende paren van lichtenlijnen.
Het oudste paar lichtenlijnen in de Verenigde Staten werd in 1788 door privépersonen opgezet bij de Newburyport Harbor in Massachusetts. De techniek werd in Europa voor het eerst in 1837 gebruikt, waar de benaming "leidlichten" (leading lights) vandaan komt.
Lichtenlijnen zijn soms zodanig ontworpen dat ze verplaatsbaar zijn, om zo hun positie aan te kunnen passen wanneer de veilige vaarweg van plaats verandert. Dit is onder andere het geval bij Hilton Head, South Carolina en de Nantucket Range Lights, voorloper van de Nantucket Harbor Range (Massachusetts).

## België
In België werd/wordt onder andere een lichtenlijn gevormd door de volgende havens:
- Voor de haven van Zeebrugge werd er vroeger tot 1983 een lichtlijn gevormd door de Hoge vuurtoren van Heist en Lage vuurtoren van Heist.
- Dezelfde lichtenlijn wordt nu gevormd door Lichtopstand Zeebrugge Haven Hoog en Lichtopstand Zeebrugge Haven Laag.

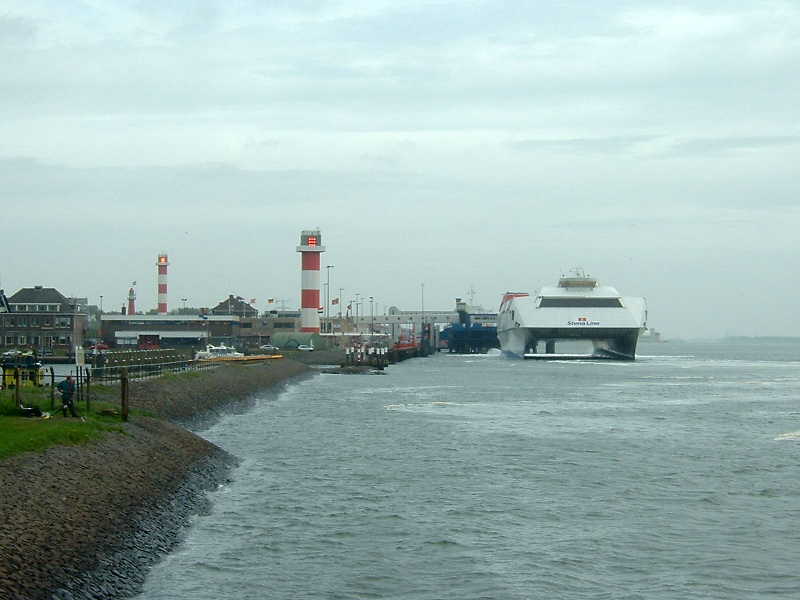
De twee nieuwe lichten van de "rode" lichtenlijn in Hoek van Holland, met op de verre achtergrond het oude hoge licht dat buiten gebruik is.

## Nederland
Lichtenlijnen worden in Nederland gebruikt voor de toegang tot enkele havens en vaargeulen, waaronder de volgende.
- De haven van Amsterdam en IJmuiden (met de sluizen van IJmuiden) heeft een lichtenlijn die wordt gevormd door de Lage vuurtoren van IJmuiden samen met de Hoge vuurtoren van IJmuiden en wordt gebruikt door schepen die door de IJgeul naar IJmuiden willen varen.
- De haven van Rotterdam is via de Eurogeul bereikbaar en heeft drie lichtenlijnen. Wanneer een schip vanaf de Noordzee naar de Rotterdamse haven wil varen is in eerste instantie de witte lichtenlijn van belang voor de te volgen koers. Eenmaal op de goede vaarweg (de witte lichtenlijn) krijgt de schipper de keuze uit twee richtingen, omdat de vaarweg zich splitst. Indien een schip richting de stad wil, dient het schip te koersen op de rode lichtenlijn en indien een schip richting Europoort wil, dient het schip te koersen op de groene lichtenlijn. Elke lichtenlijn bestaat uit twee vuurtorens/lichtopstanden die het Lage Licht en het Hoge Licht worden genoemd.

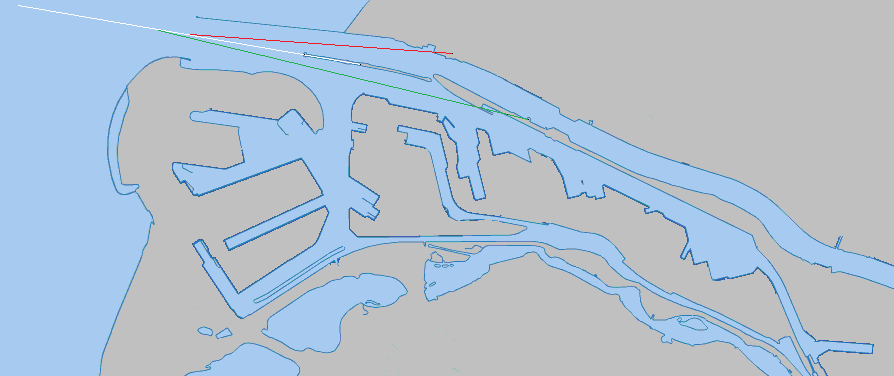
De lichtenlijnen van de haven van Rotterdam samen met de rest van het Rotterdamse havengebied.

- Het Oostgat voor de zuidwestkust van Walcheren heeft een lichtenlijn die gevormd wordt door de vuurtorens Westkapelle Laag en Westkapelle Hoog. Schepen die vanuit het noorden het Oostgat op willen varen volgen deze witte lichtenlijn.
- Bij Dishoek bevindt zich ook een witte lichtenlijn voor het Oostgat, gevormd door twee karakteristieke bakstenen torentjes, de vuurtorens van Kaapduinen, waarvan het hoge licht boven op het duin is gebouwd.
- Bij Zoutelande bevindt zich een lichtopstand Zoutelande die samen met Westkapelle Hoog ook een (rode) lichtenlijn voor het Oostgat vormt voor schepen die vanuit het zuiden (Vlissingen) de vaargeul in willen varen.

## Duitsland

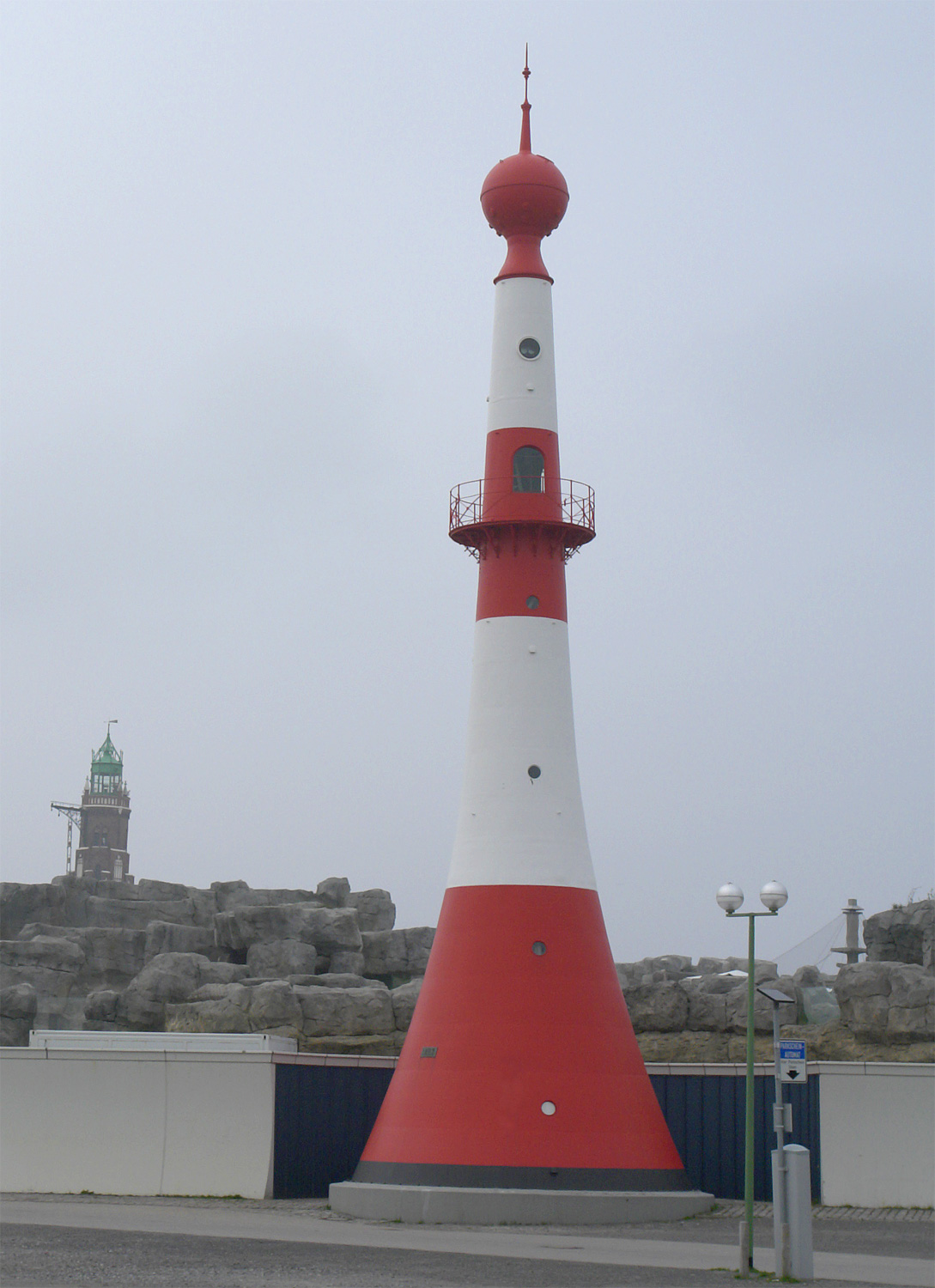
Een lichtenlijn in Bremerhaven, met een vuurtoren als hoge licht en een lichtopstand als lage licht.

Lichtenlijnen worden in Duitsland met name gebruikt voor de toegang tot de haven van Hamburg waarbij zeeschepen eerst een weg van ongeveer 110 kilometer moeten volgen vanaf de monding van de Elbe om bij de haven te komen. Ook bij de toegang van Bremerhaven wordt een lichtenlijn gebruikt. Een vuurtoren als hoge licht wordt in Duitsland als Oberfeuer aangeduid, een toren of baken als lage licht wordt een Unterfeuer genoemd. Een markant koppel is te vinden op of nabij het in de Elbe gelegen eiland Krautsand. Het Oberfeuer hier is een markant, 20 m hoog, rood-wit torentje,  dat onder monumentenzorg staat.

## Estland
Ook in Estland zijn lichtenlijnen in gebruik, namelijk bij de havens van Heltermaa en Rohuküla.

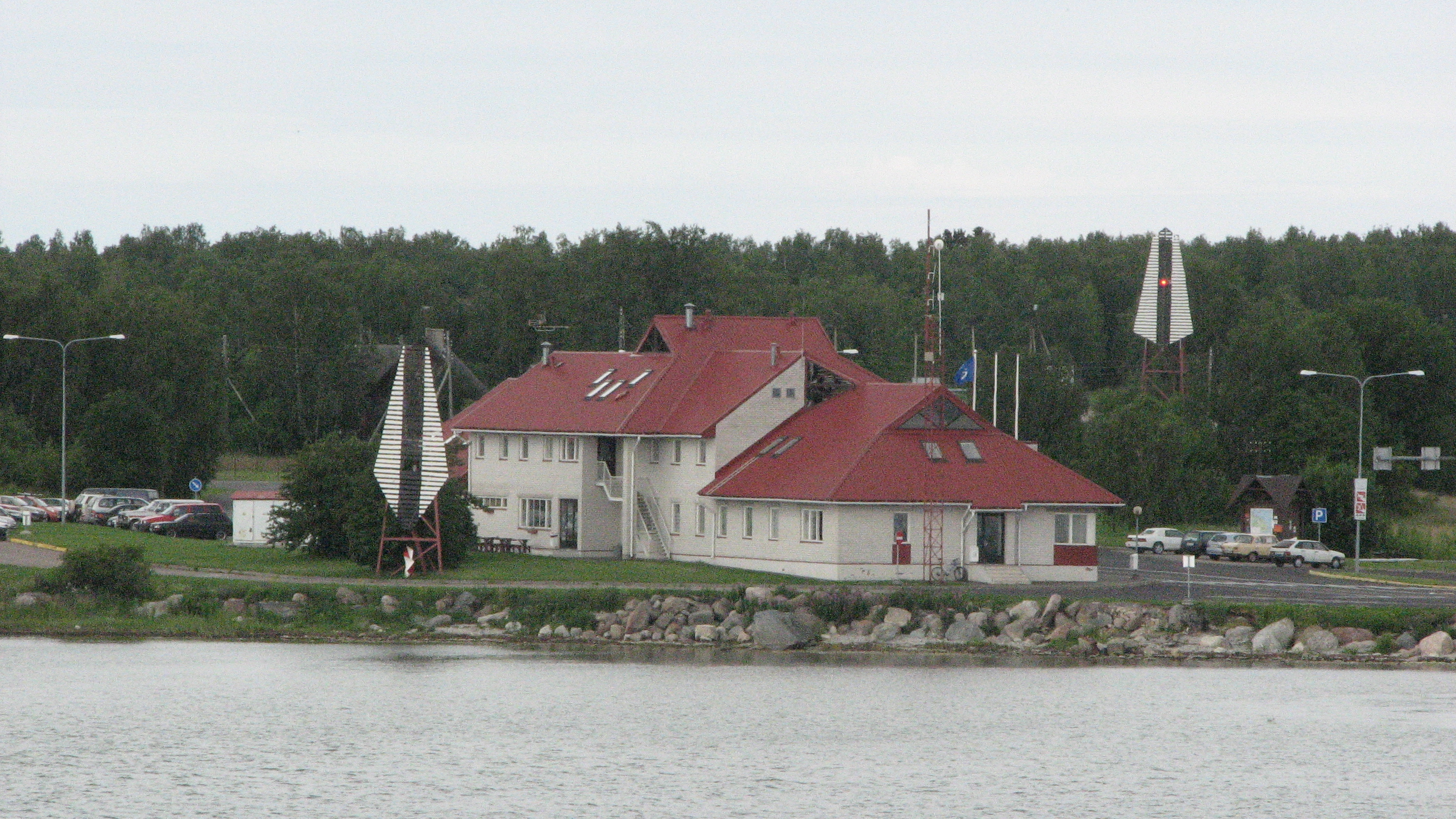
Heltermaa haven lichtenlijn
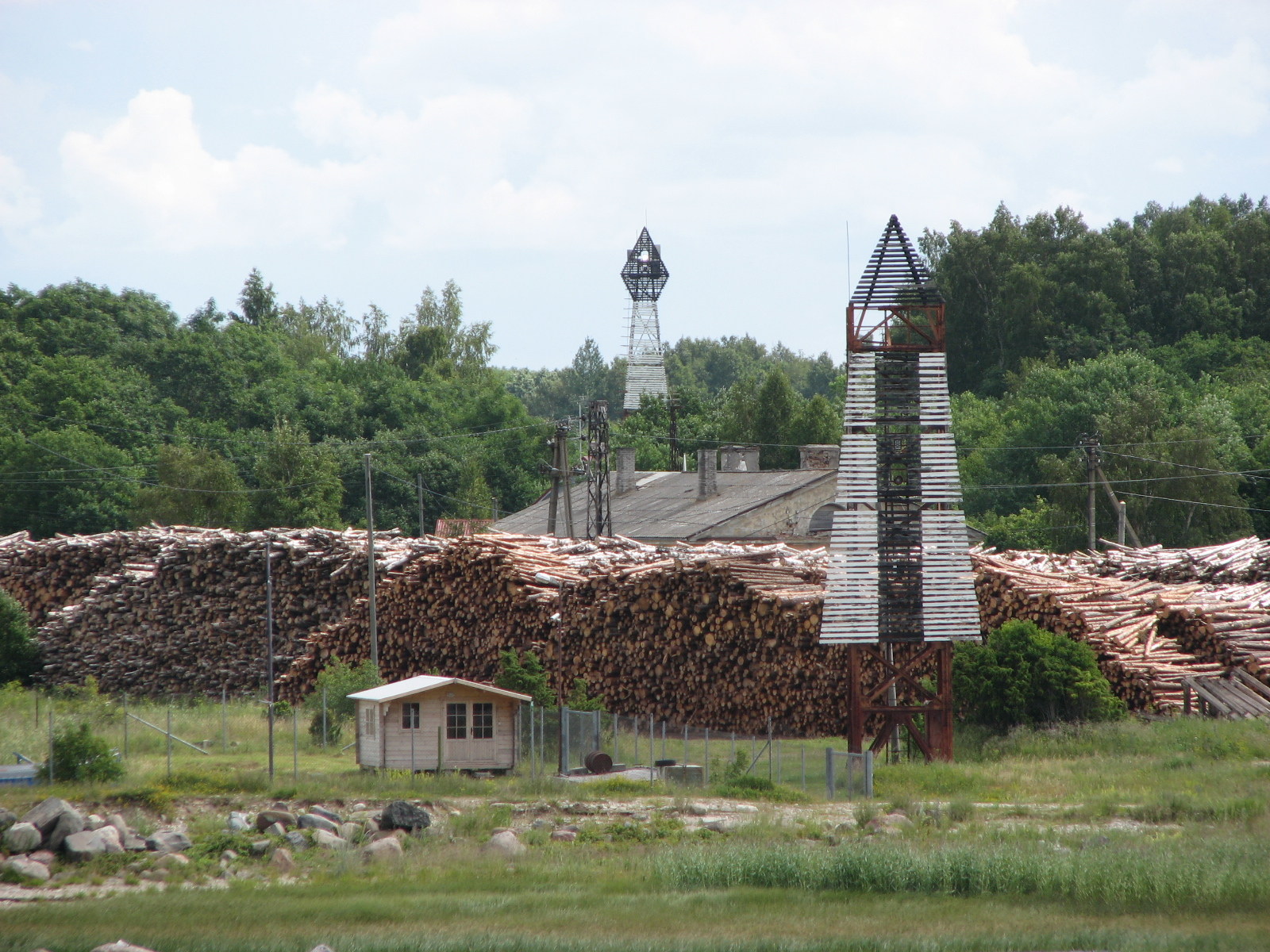
Rohuküla haven lichtenlijn

## Verenigde Staten
Bij de haven van Nantucket aan de kust van Massachusetts in de Verenigde Staten wordt ook een lichtenlijn gebruikt, die de Nantucket Harbor Range Lights wordt genoemd.
In de Verenigde Staten worden twaalf standaard visuele markeringen gebruikt voor schepen die overdag een haven met een lichtenlijn die beheerd wordt door de United States Coast Guard in willen varen. De visuele markering in rood-wit-rood op de linker foto hieronder is een van de twaalf standaardmarkeringen die in de rechter afbeelding hieronder getoond worden. Het schip dient twee identieke visuele markeringen met dezelfde kleurstelling boven elkaar te hebben om de goede koers te varen, omdat er bij het naderen van een haven meerdere lichtenlijnen in gebruik kunnen zijn.

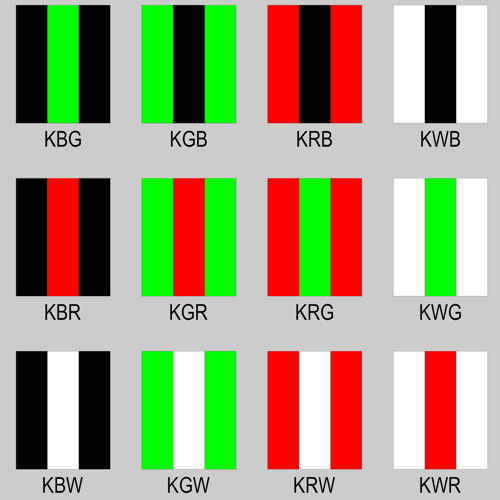
De twaalf standaard visuele markeringen in de Verenigde Staten.